# Weicher Dotter-Täubling
Der Weiche Dotter-Täubling  (Russula intermedia, Syn.: Russula lundellii, Russula mesospora)  ist eine Pilzart aus der Familie der Täublingsverwandten (Russulaceae).  Er wird auch Prachttäubling, Lundells Täubling, Prächtiger Birken-Täubling oder Hochroter Birken-Täubling genannt. Es ist ein ziemlich großer, fleischiger Täubling mit einem orangeroten Hut und dottergelben Sporenpulver. Er schmeckt recht scharf und oft auch bitter.

## Merkmale

### Makroskopische Merkmale
Der Hut ist 6–16 cm breit und am Rand wenig gerieft. Die größeren Formen sind von ihrem Erscheinungsbild her den Weißtäublingen ähnlich. Die Huthaut ist glänzend, fast schmierig und lässt sich bis zu einem Drittel abziehen. Der Hut ist leuchtend orange- bis ziegelrot, aber mitunter auch rosa-weinrötlich und sehr fleischig. Im Alter entfärbt sich der Hut nur selten und dann nur langsam kupferrötlich bis ockergelb.
Die Lamellen sind angewachsen und stehen weder gedrängt noch weit entfernt. Sie sind sehr gleichmäßig gelb gefärbt, ohne einen orangen Schimmer. Das Sporenpulver ist dottergelb.
Der Stiel ist eher kurz und robust, 5–6 cm lang und 2–3 cm breit. Er ist weißlich, auch im Alter unverändert und bisweilen rosa überhaucht. Er ist zylindrisch geformt und schwammig. Das Fleisch ist weißlich, ziemlich fest, bis beinah hart und hat einen schwachen, fruchtigen Geruch, der eventuell auch an gärendes Obst erinnert. Das Fleisch schmeckt pikant bis scharf und mitunter auch bitter.

### Mikroskopische Merkmale
Die Sporen sind fast kugelig, sind nicht länger und breiter als 6,5–8,5 × 6–7 µm. Sie haben fast isoliert stehende, 0,7–1 μm hohe, dornige Warzen.
Die Zystiden sind bis zu 100 µm lang und bis zu 10 µm breit und haben eine stumpfe oder appendikulierte Spitze. Pileozystiden kommen nur recht spärlich vor. Sie sind schmal, zylindrisch oft mehrfach septiert und reagieren mit Sulfovanillin.

## Ökologie
Der Weiche Dotter-Täubling ist wie alle Täublinge ein Mykorrhizapilz, der mit verschiedenen Birkenarten eine symbiontische Partnerschaft eingeht.
Man findet diesen Pilz in Birkenbrüchen und Birkenmoorwäldern, Moorbirkenbrüchen und Grauweiden-Gebüschen. Mitunter kann man ihn auch in Nadelholzforsten unter Birken, an See- und Teichufern, und in Birkenhainen und Parkanlagen finden. Er kommt auf trockenen wie auch auf feuchten und vorzugsweise sauren Lehm- oder Tonböden vor.
Die Fruchtkörper erscheinen vom Frühsommer bis in den Frühherbst hinein. Der Täubling bevorzugt das Hügel- bis mittlere Bergland.

## Verbreitung

Europäische Länder mit Fundnachweisen des Weichen Dotter-Täublings.
Legende:
Länder mit Fundmeldungen
Länder ohne Nachweise
keine Daten
außereuropäische Länder

Der Weiche Dotter-Täubling kommt in Europa und möglicherweise auch in Nordamerika (USA) vor. In Großbritannien ist die Art in Schottland am häufigsten und kommt in England und Wales nur sehr vereinzelt vor. In Polen gilt die Art als ausgestorben oder verschollen.
In Deutschland ist er selten und weit gestreut, ohne dass Verbreitungsschwerpunkte erkennbar sind. Auf der deutschen Roten Liste wird er in der Gefährdungskategorie RL2 geführt.

## Systematik

### Infragenerische Systematik
Der Weiche Dotter-Täubling wird in die Untersektion Maculatinae (Urentinae) gestellt, einer Untersektion der Sektion Insidiosinae (Subgenus Insidiosula). Die Vertreter der Maculatinae haben meist rote, gelb, oder purpurrote Hüte. Sie schmecken scharf und haben ein gelbes Sporenpulver. Das Hutfleisch neigt zum Bräunen oder verfärbt sich rostbraun.

### Unterarten und Varietäten
- Russula intermedia f. mesospora  (Singer) Bidaud, Moënne-Locc. & Reumaux  Die Form, die auch als eigene Art (Russula mesospora) beschrieben wurde, ist kleiner als der Typ und nur mittelgroß. Der Hut ist 5–9 cm breit und rot bis fast orange gefärbt. Am Rand ist der Hut ziegelrot bis braun-rot. Die Mitte ist manchmal orange bis ockergelb ausgeblasst, mit mehr oder weniger starkem grünlichem Schimmer, oder sie ist kupferfarben. Der Hut ist nur selten rötlich gefleckt. Beim Eintrocknen kann er auch manchmal eine Rosenholzfarbe annehmen. Die Huthaut (Cuticula) ist glatt und glänzend. Sie ist zur Hälfte abziehbar und hat einen glatten Rand. Die Lamellen stehen mehr oder weniger dicht und sie sind fast bauchig. Der Stiel misst 5–8 (10) × 1,5 (2,5) cm, ist zylindrisch bis leicht keulig und ziemlich fest. Er ist rein weiß und auch im Alter fast unveränderlich. Das Fleisch ist weiß, geruchlos und beinah scharf. Die Guajakreaktion ist positiv. Das Fleisch verfärbt sich mit Eisensulfat orange. Die Phenolreaktion ist lebhaft, aber nicht schwarzrötlich. Das Sporenpulver ist tendenziell heller als beim Typ. Die Sporen messen 7–9 × 6–7 µm und sind mit dornigen, mehr gratigen und manchmal leicht netzigen Warzen besetzt. Die zylindrischen Pileozystidien sind 4–6 (8) µm breit und so gut wie nie septiert. Sie färben sich in der Sulfobenzaldehydreaktion nur schwach an. Die Form findet sich oft an sauren Standorten im Gras, vor allem unter Birken und Fichten.

## Bedeutung
Aufgrund seines schärflichen und oft auch bitteren Geschmacks wird der Weiche Dotter-Täubling als ungenießbar eingestuft.